# Сант-Адріа-да-Базос
Сант-Адріа́-да-Базо́с (Сан-Адріан-де-Бесос; ісп. San Adrián de Besós; кат. Sant Adrià de Besòs) — місто в Іспанії, в районі Барсалунес провінції Барселона автономної області Каталонія.

## Населення
Населення міста (у 2007 р.) становить 32 734 осіб (з них менше 14 років - 16,2%, від 15 до 64 - 67,6%, понад 65 років - 
16,3%). У 2006 р. народжуваність склала 377 осіб, смертність - 270 осіб, приріст населення склав 106
осіб. У 2001 р. активне населення становило 15.282 осіб, з них безробітних - 2.502 осіб. 

Серед осіб, які проживали на території міста у 2001 р., 20.507 осіб народилися в Каталонії (з них
19.644 осіб у тому самому районі, або кумарці), 10.440 осіб приїхало з інших областей Іспанії, а 992 осіб приїхало з-за кордону. 

Університетську освіту має 6
% усього населення. 

У 2001 р. нараховувалося 11.119 домогосподарств (з них 18,1% складалися з однієї особи, 27,2% з двох осіб,
23% з 3 осіб, 21% з 4 осіб, 6,7% з 5 осіб, 2,5
% з 6 осіб, 0,7% з 7 осіб, 0,4% з 8 осіб і 0,4% з 9 і більше осіб).

Активне населення міста у 2001 р. працювало у таких сферах діяльності : у сільському господорстві - 0,7%, у промисловості - 25,2%, на будівництві - 9,7% і у сфері обслуговування -
64,4%. 

 У муніципалітеті або у власному районі (кумарці) працює 10.529 осіб, поза районом - 9.680 осіб. 

### Доходи населення
У 2002 р. доходи населення розподілялися таким чином :
| \| Доходи населення за статтями доходів \| Доходи населення за статтями доходів \| Доходи населення за статтями доходів \| \| Рік \| 2002 р. \| 2001 р. \| \| ------------------------------------ \| ------------------------------------ \| ------------------------------------ \| \| Заробітна платня \| 58,5% \| 59,8% \| \| Доходи від ведення бізнесу \| 17,9% \| 17,3% \| \| Соціальна допомога \| 23,5% \| 22,9% \| |         |         |
| Доходи населення за статтями доходів |         |         |
| Рік | 2002 р. | 2001 р. |
| Заробітна платня | 58,5%   | 59,8%   |
| Доходи від ведення бізнесу | 17,9%   | 17,3%   |
| Соціальна допомога | 23,5%   | 22,9%   |

### Безробіття
У 2007 р. нараховувалося 1.652 безробітних (у 2006 р. - 1.666 безробітних), з них чоловіки становили 43,6%, а жінки -
56,4%.

## Економіка
У 1996 р. валовий внутрішній продукт розподілявся по сферах діяльності таким чином :
| \| Валовий внутрішній продукт \| Валовий внутрішній продукт \| Валовий внутрішній продукт \| \| Рік \| 1996 р. \| 1991 р. \| \| -------------------------- \| -------------------------- \| -------------------------- \| \| Сільське господарство \| 0,2% \| 0,4% \| \| Промисловість \| 51,1% \| 51,7% \| \| Будівництво \| 6,1% \| 7,4% \| \| Послуги \| 42,6% \| 40,5% \| |         |         |
| Валовий внутрішній продукт |         |         |
| Рік | 1996 р. | 1991 р. |
| Сільське господарство | 0,2%    | 0,4%    |
| Промисловість | 51,1%   | 51,7%   |
| Будівництво | 6,1%    | 7,4%    |
| Послуги | 42,6%   | 40,5%   |

### Підприємства міста
Промислові підприємства.
| \| Промислові підприємства міста, за сферою діяльності \| Промислові підприємства міста, за сферою діяльності \| Промислові підприємства міста, за сферою діяльності \| \| Рік \| 2002 р. \| 2001 р. \| \| --------------------------------------------------- \| --------------------------------------------------- \| --------------------------------------------------- \| \| Енергетичні та водні ресурси \| 1,6% \| 1,1% \| \| Хімія та метали \| 7,5% \| 7,3% \| \| Переробка металів \| 48,8% \| 49,5% \| \| Продукти харчування \| 3,5% \| 3,5% \| \| Текстиль \| 6,5% \| 6,2% \| \| Виробництво меблів, видання \| 25,6% \| 26,1% \| \| Інше \| 6,5% \| 6,2% \| \| Усього підприємств \| 371 \| 368 \| |         |         |
| Промислові підприємства міста, за сферою діяльності |         |         |
| Рік | 2002 р. | 2001 р. |
| Енергетичні та водні ресурси | 1,6%    | 1,1%    |
| Хімія та метали | 7,5%    | 7,3%    |
| Переробка металів | 48,8%   | 49,5%   |
| Продукти харчування | 3,5%    | 3,5%    |
| Текстиль | 6,5%    | 6,2%    |
| Виробництво меблів, видання | 25,6%   | 26,1%   |
| Інше | 6,5%    | 6,2%    |
| Усього підприємств | 371     | 368     |

Роздрібна торгівля.
| \| Підприємства роздрібної торгівлі міста, за сферою діяльності \| Підприємства роздрібної торгівлі міста, за сферою діяльності \| Підприємства роздрібної торгівлі міста, за сферою діяльності \| \| Рік \| 2002 р. \| 2001 р. \| \| ------------------------------------------------------------ \| ------------------------------------------------------------ \| ------------------------------------------------------------ \| \| Продукти харчування \| 38,2% \| 36,9% \| \| Одяг та взуття \| 25,5% \| 26,5% \| \| Товари для дому \| 10,0% \| 9,6% \| \| Книги та періодичні видання \| 3,2% \| 3,4% \| \| Промислова хімічна продукція \| 7,8% \| 8,2% \| \| Продукція, пов'язана з транспортними засобами \| 3,5% \| 3,5% \| \| Інше \| 11,8% \| 11,9% \| \| Усього підприємств \| 592 \| 596 \| |         |         |
| Підприємства роздрібної торгівлі міста, за сферою діяльності |         |         |
| Рік | 2002 р. | 2001 р. |
| Продукти харчування | 38,2%   | 36,9%   |
| Одяг та взуття | 25,5%   | 26,5%   |
| Товари для дому | 10,0%   | 9,6%    |
| Книги та періодичні видання | 3,2%    | 3,4%    |
| Промислова хімічна продукція | 7,8%    | 8,2%    |
| Продукція, пов'язана з транспортними засобами | 3,5%    | 3,5%    |
| Інше | 11,8%   | 11,9%   |
| Усього підприємств | 592     | 596     |

Сфера послуг.
| \| Підприємства міста, що працюють у сфері послуг, за діяльністю \| Підприємства міста, що працюють у сфері послуг, за діяльністю \| Підприємства міста, що працюють у сфері послуг, за діяльністю \| \| Рік \| 2002 р. \| 2001 р. \| \| ------------------------------------------------------------- \| ------------------------------------------------------------- \| ------------------------------------------------------------- \| \| Гуртова торгівля \| 17,0% \| 17,5% \| \| Готелі та готельний бізнес \| 18,2% \| 19,4% \| \| Транспорт та зв'язок \| 28,1% \| 28,6% \| \| Посередницькі фінансові послуги \| 3,5% \| 3,3% \| \| Послуги підприємствам \| 5,0% \| 4,3% \| \| Послуги фізичним особам \| 23,2% \| 22,0% \| \| Нерухомість та ін. \| 4,9% \| 5,0% \| \| Усього підприємств \| 1.003 \| 997 \| |         |         |
| Підприємства міста, що працюють у сфері послуг, за діяльністю |         |         |
| Рік | 2002 р. | 2001 р. |
| Гуртова торгівля | 17,0%   | 17,5%   |
| Готелі та готельний бізнес | 18,2%   | 19,4%   |
| Транспорт та зв'язок | 28,1%   | 28,6%   |
| Посередницькі фінансові послуги | 3,5%    | 3,3%    |
| Послуги підприємствам | 5,0%    | 4,3%    |
| Послуги фізичним особам | 23,2%   | 22,0%   |
| Нерухомість та ін. | 4,9%    | 5,0%    |
| Усього підприємств | 1.003   | 997     |

## Житловий фонд
У 2001 р. 9,1% усіх родин (домогосподарств) мали житло метражем до 59 м², 73,6% - від 60 до 89 м², 15% - від 90 до 119 м² і
2,3% - понад 120 м².

З усіх будівель у 2001 р. 40,5% було одноповерховими, 15,4% - двоповерховими, 9,2
% - триповерховими, 6,6% - чотириповерховими, 7,9% - п'ятиповерховими, 6,2% - шестиповерховими,
2,8% - семиповерховими, 11,4% - з вісьмома та більше поверхами.

## Автопарк
| \| Автомобілі, зареєстровані у місті, за призначенням \| Автомобілі, зареєстровані у місті, за призначенням \| Автомобілі, зареєстровані у місті, за призначенням \| \| Рік \| 2006 р. \| 2005 р. \| \| -------------------------------------------------- \| -------------------------------------------------- \| -------------------------------------------------- \| \| Приватні автомобілі \| 71,7% \| 72,4% \| \| Мотоцикли \| 8,2% \| 7,3% \| \| Вантажівки \| 16,5% \| 16,9% \| \| Трактори \| 0,6% \| 0,7% \| \| Автобуси та ін. \| 2,9% \| 2,6% \| \| Усього автомобілів \| 17.990 шт. \| 18.026 шт. \| |            |            |
| Автомобілі, зареєстровані у місті, за призначенням |            |            |
| Рік | 2006 р.    | 2005 р.    |
| Приватні автомобілі | 71,7%      | 72,4%      |
| Мотоцикли | 8,2%       | 7,3%       |
| Вантажівки | 16,5%      | 16,9%      |
| Трактори | 0,6%       | 0,7%       |
| Автобуси та ін. | 2,9%       | 2,6%       |
| Усього автомобілів | 17.990 шт. | 18.026 шт. |

## Вживання каталанської мови
У 2001 р. каталанську мову у місті розуміли 89,8% усього населення (у 1996 р. - 87,3%), вміли говорити нею 58% (у 1996 р. - 
52,4%), вміли читати 59,6% (у 1996 р. - 50,8%), вміли писати 35,3
% (у 1996 р. - 27,7%). Не розуміли каталанської мови 10,2%.

## Політичні уподобання
У виборах до Парламенту Каталонії у 2006 р. взяло участь 10.484 осіб (у 2003 р. - 13.089 осіб). Голоси за політичні сили розподілилися таким чином:
| \| Вибори до Парламенту Каталонії \| Вибори до Парламенту Каталонії \| Вибори до Парламенту Каталонії \| \| Рік \| 2006 р. \| 2003 р. \| \| -------------------------------------- \| ------------------------------ \| ------------------------------ \| \| Конвергенція та Єднання (CiU) \| 20,5% \| 21% \| \| Соціалістична партія Каталонії (PSC) \| 40,6% \| 46,0% \| \| Народна партія (PP) \| 14,2% \| 15,4% \| \| Ініціатива за зелену Каталонію (IC) \| 8,9% \| 7,7% \| \| Республіканська лівиця Каталонії (ERC) \| 8,1% \| 8,2% \| \| Громадянська партія (C's) \| 4,4% \| 0,0% \| \| Інші \| 3,2% \| 1,6% \| |         |         |
| Вибори до Парламенту Каталонії |         |         |
| Рік | 2006 р. | 2003 р. |
| Конвергенція та Єднання (CiU) | 20,5%   | 21%     |
| Соціалістична партія Каталонії (PSC) | 40,6%   | 46,0%   |
| Народна партія (PP) | 14,2%   | 15,4%   |
| Ініціатива за зелену Каталонію (IC) | 8,9%    | 7,7%    |
| Республіканська лівиця Каталонії (ERC) | 8,1%    | 8,2%    |
| Громадянська партія (C's) | 4,4%    | 0,0%    |
| Інші | 3,2%    | 1,6%    |

У муніципальних виборах у 2007 р. взяло участь 10.577 осіб (у 2003 р. - 13.461 осіб). Голоси за політичні сили розподілилися таким чином:
| \| Муніципальні вибори \| Муніципальні вибори \| Муніципальні вибори \| \| Рік \| 2007 р. \| 2003 р. \| \| -------------------------------------- \| ------------------- \| ------------------- \| \| Конвергенція та Єднання (CiU) \| 6,7% \| 7,8% \| \| Соціалістична партія Каталонії (PSC) \| 62,7% \| 61,0% \| \| Народна партія (PP) \| 13,4% \| 14,4% \| \| Ініціатива за зелену Каталонію (IC) \| 9,3% \| 8,2% \| \| Республіканська лівиця Каталонії (ERC) \| 4,8% \| 3,4% \| \| Громадянська партія (C's) \| 0,0% \| 0,0% \| \| Інші \| 3,1% \| 5,2% \| |         |         |
| Муніципальні вибори |         |         |
| Рік | 2007 р. | 2003 р. |
| Конвергенція та Єднання (CiU) | 6,7%    | 7,8%    |
| Соціалістична партія Каталонії (PSC) | 62,7%   | 61,0%   |
| Народна партія (PP) | 13,4%   | 14,4%   |
| Ініціатива за зелену Каталонію (IC) | 9,3%    | 8,2%    |
| Республіканська лівиця Каталонії (ERC) | 4,8%    | 3,4%    |
| Громадянська партія (C's) | 0,0%    | 0,0%    |
| Інші | 3,1%    | 5,2%    |